# Ludovico Lazzarelli
Ludovico ou Lodovici Lazzarelli  (né le 4 février 1447 à San Severino Marche et mort le 23 juin 1500  dans la même ville) est un poète, philosophe, courtier, et magicien du début de la Renaissance.

## Biographie
Le document le plus important pour reconstituer la biographe de Ludovico Lazzarelli est Vita Lodovici Lazzarelli Septempedani poetae laureati per Philippum fratrem ad Angelum Colotium écrit par son frère Filippo. Ce texte adressé à l'humaniste Angelo Colocci (it) a été écrit juste après la mort de Lazzarelli, et il est caractérisé par un ton hagiographique.

## Ouvrages
- De gentilium deorum imaginibus (Sur les images des dieux païens, 1468), édi. William J. O'Neal, Edwin Mellen Press, 1996.
- Fasti christianiae religionis) (Les jours sacrés de la religion chrétienne, 1468-1495), édi. Marco Bertolini, Naples, D'Auria, 1991, 674 p.
- traduction du Corpus hermeticum (1482) en latin, avec des préfaces. Texte latin et trad. en an. par Wouter J. Hanegraaf et Ruud M. Bouthoorn, Ludovico Lazzarelli (1447-1500): The Hermetic Writings and Related Documents, Tempe, Arizona Center for Medieval and Renaissance Studies, 2005, X-356 p.
- Epistola Enoch de admiranda ac portendenti apparitione novi atque divini prophetae ad omne humanum genus (Lettre d'Énoch, 1484). Voir P. O. Kristeller, Studies in Renaissance Thought and Letters, Rome, 1956, p. 221-242. Sur le prophète Giovanni Mercurio de Correggio en 1484.
- Opusculum de bombyce (Opuscule sur le ver à soie, 1486), apud Hans Rheinfelder, Pierre Christophorov et Eberhard Müller-Bochat, Literatur und Spiritualität, Munich, 1978, p. 225-231. Description allégorique de l'éducation des vers à soie.
- 1494 : Crater Hermetis (Le bassin d'Hermès, 1494, 1re éd. 1505), édi. par Jacques Lefèvre d'Étaples, Contenta in hoc volumine : Pimander, Mercurii Trismegisti 'liber de sapientia et potestate Dei'... Item 'Crater Hermetis' a Lazarelo Septempedano, Paris, H. Estienne, 1505. Trad. fr. chez Gabriel du Préau : Deux livres de Mercure Trismégiste Hermès avec un dialogue de Loys Lazarel, poëte chrestien, intitulé 'le Bassin d'Hermès', 1549, rééd. 1557, 150 p. ; long fragment dans Antoine Du Verdier, Bibliothèque françoise, 1585, t. 4, p. 601[1].